# Pilens backe

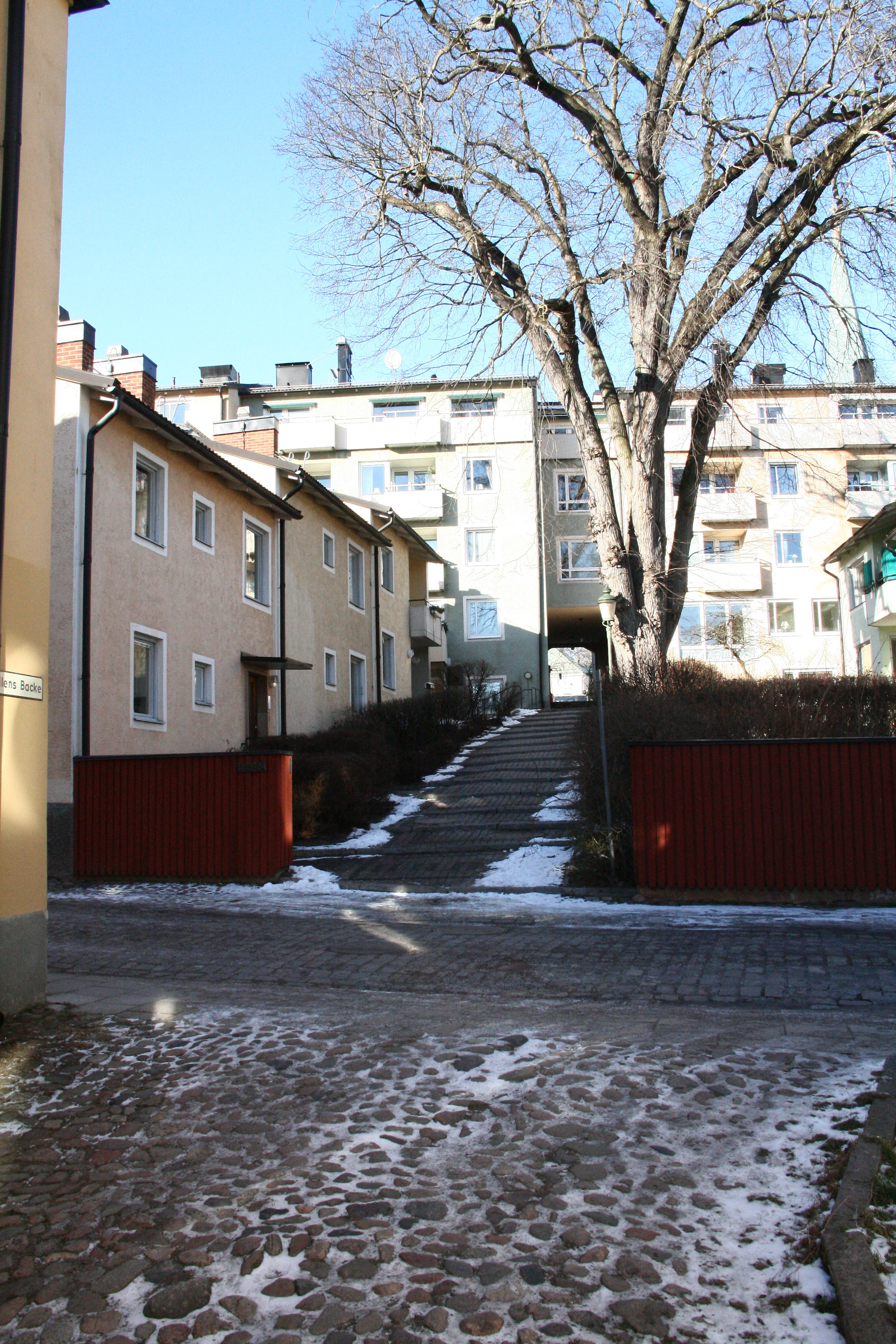
Pilens backe söderifrån.

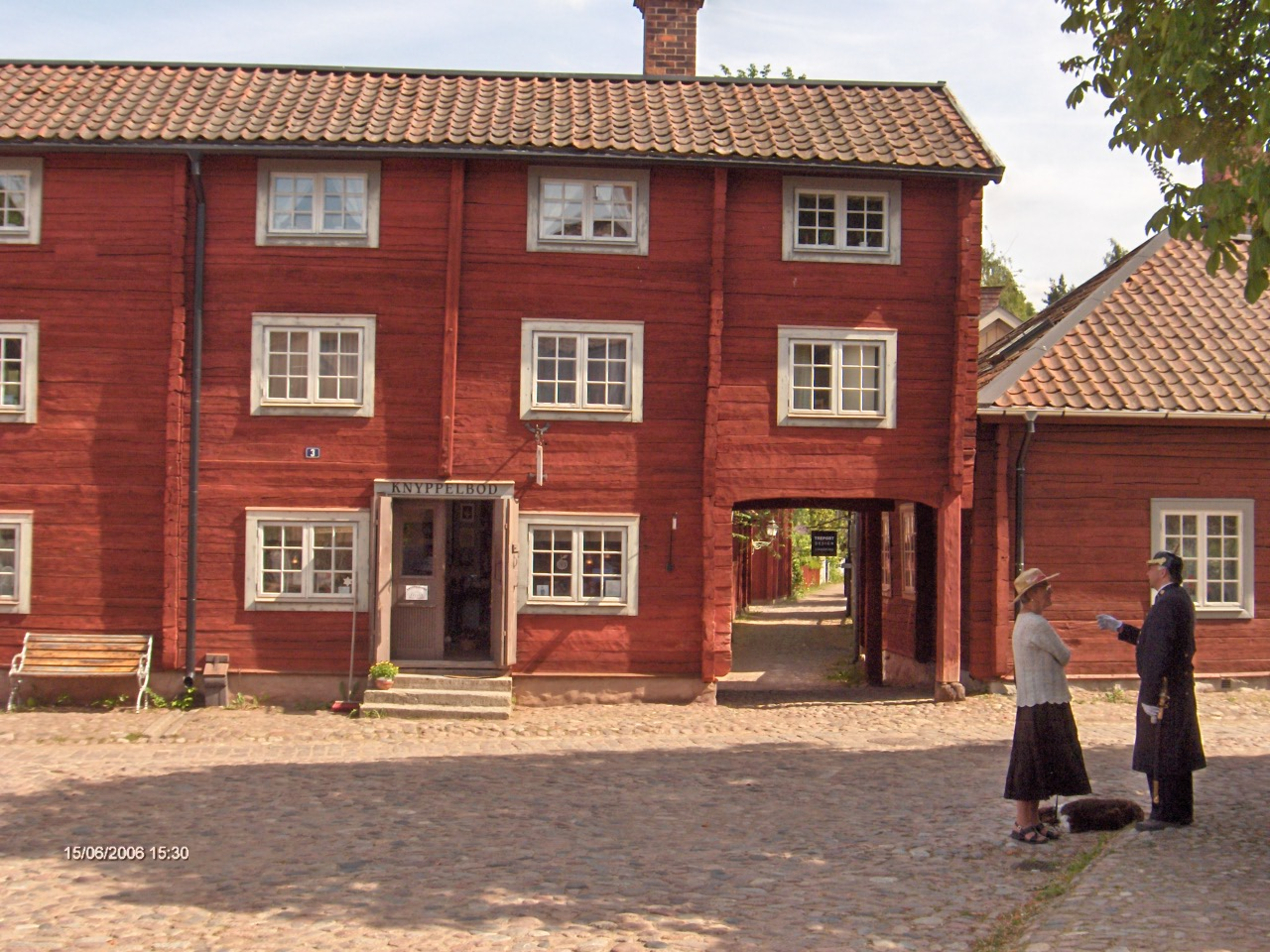
Kopparslagaregården i Gamla Linköping sedan 1957.

Pilens backe är en gammal och ofta omtalad gata centralt belägen i Linköping samt ett populärt motiv inom konsten. 
Gatan är idag en gångväg som löper genom kvarteren Ekvatorn och Elden, norrut från Nygatan uppför en brant backe med cirka sex meters nivåskillnad och mynnar genom ett portvalv ut mot Storgatan vid yttre borggården till Linköpings slott. Den har sitt namn efter kopparslagare Per Daniel Pihl som vid ett tillfälle, möjligen 1813, ska ha åkt kälke utför backen. Händelsen gav upphov till att backen blev känd som Pilens backe. Ett timmerhus vid Storgatan 64 byggdes ut över gränden med ett portvalv, sannolikt på 1770-talet. Under 1950-talet blev det aktuellt att riva detta timmerhus. Det monterades ned vintern 1953–1954 och monterades upp 1957 i kulturreservatet Gamla Linköping, där det är beläget vid Kryddbodtorget. Portvalvet finns kvar och utgör i sin nya placering början av Kopparslagaregränd, som är modellerad efter Pilens backe men intelika brant. Vid Storgatan uppfördes nya hus, ritade av arkitekterna Leif Reinius och Sven Backström, som återskapar portvalvet och backen. Karaktäristiskt för Pilens backe var länge två almar, som dock på grund av almsjuka fick fällas 2015. De blev uppskattningsvis 150 år gamla, men ersattes därefter av ett nytt träd.
Kvarteret där Pilens backe idag ligger är ursprungligen ett gammalt djäknekvarter. Linköpings högre allmänna läroverk hade grundats 1627 genom ett beslut av Gustav II Adolf och det behövdes således senare bostäder för stadens djäknar. Portvalvet som mynnar ut i riktning mot nuvarande Storgatan mynnade tidigare ut mot det tidigare Järntorget. Det har förekommit felaktig historik om grändens namn och angivits att Pilens backe skulle ha hetat både Djäknegränd och Järntorgsgränd, men ingen av dessa har förekommit.
År 1938 aktualiserades för första gången frågan om att riva Pilens backe, men på grund av att den allmänna opinionen var emot det under 1940-talet, så skedde det aldrig.
Inom konsten återfinns Pilens backe bland annat i en etsning av Ellis Wallin från 1917 och vidare anses Pilens backe vara den mest avbildade platsen i Linköping av både kända och okända konstnärer.